# Usuwacz metadanych
Usuwacz metadanych – rodzaj oprogramowania chroniącego prywatność, stworzonego w celu ochrony prywatności użytkowników poprzez usuwanie potencjalnie zagrażających prywatności metadanych z plików przed ich udostępnieniem innym osobom, np. poprzez wysłanie ich jako załączników do wiadomości e-mail lub umieszczenie ich w Internecie.
Metadane można znaleźć w wielu rodzajach plików, takich jak dokumenty tekstowe, arkusze kalkulacyjne, prezentacje, obrazy, pliki audio i wideo. Mogą one zawierać takie informacje, jak szczegóły dotyczące autorów pliku, daty utworzenia i modyfikacji pliku, lokalizacja, historia rewizji dokumentu, miniatury oryginalnego obrazu i komentarze.
Ponieważ metadane często nie są wyraźnie widoczne w aplikacjach do tworzenia dokumentów (w zależności od aplikacji i jej ustawień), istnieje ryzyko, że użytkownik nie będzie wiedział o ich istnieniu lub zapomni o nich, a w przypadku udostępnienia pliku nieumyślnie zostaną ujawnione prywatne lub poufne informacje. Celem narzędzi do usuwania metadanych jest zminimalizowanie ryzyka takiego wycieku danych.
Istniejące obecnie narzędzia do usuwania metadanych można podzielić na cztery grupy:
- Integralne narzędzia do usuwania metadanych, które są dołączane do niektórych aplikacji, takich jak Inspektor dokumentów w pakiecie Microsoft Office.
- Narzędzia do grupowego usuwania metadanych, które mogą przetwarzać wiele plików jednocześnie.
- Dodatki dla klientów poczty elektronicznej, które są przeznaczone do usuwania metadanych z załączników poczty elektronicznej tuż przed ich wysłaniem.
- Systemy oparte na serwerach, które są zaprojektowane do automatycznego usuwania metadanych z plików wychodzących przez bramę sieciową.